# 남사진위 나들목
남사진위 나들목(Namsa-Jinwi IC)은 경기도 용인시 처인구 남사읍 봉명리와 평택시 진위면 동천리에 있는 경부고속도로의 나들목이다.

## 연혁
- 2016년 10월 19일 : 나들목 신설을 위해 용인시 도시계획시설 교통광장에 처인구 남사면 봉명리 일원을, 평택시 도시계획시설 교통광장에 진위면 동천리 일원을 남사 나들목으로 고시[1]
- 2017년 1월 6일 : 나들목 신설 사업 기간을 2019년 4월로 명시[2]
- 2022년 6월 3일 : 나들목 개통과 함께 남사진위 나들목으로 영업 개시[3]

## 구조물 정보
직결형 입체 교차로이며 고속도로 본선 서울 방향에서 진출과 부산 방향 진입만 가능하다. 접속도로는 지방도 제310호선과 만나며, 직진시 국가지원지방도 제23호선과 직결된다.
- 위치: 경기도 용인시 처인구 남사읍 봉명리, 평택시 진위면 동천리
- 영업소: 경기도 용인시 처인구 남사읍 용구대로 38

## 접속하는 도로
- 국가지원지방도 제23호선 (용구대로)
- 지방도 제310호선 (천덕산로)